# Eustenancistrocerus blanchardianus
Eustenancistrocerus blanchardianus är en stekelart som först beskrevs av Henri Saussure 1855.  Eustenancistrocerus blanchardianus ingår i släktet Eustenancistrocerus och familjen Eumenidae. Inga underarter finns listade i Catalogue of Life.